# De partibus animalium
De partibus animalium (gr. Περὶ ζῴων μορίων, Über die Teile der Tiere) ist eine im 4. Jahrhundert v. Chr. entstandene naturwissenschaftliche Schrift des Aristoteles, die sich im Rahmen seiner Zoologie mit den Teilen der Tiere und ihren Funktionen beschäftigt. Unter „Teilen“ versteht er nicht nur Gliedmaßen und Organe, sondern alle Bestandteile und Produkte des Körpers, also zum Beispiel auch Blut, Samen und Milch.

## Inhalt
Die Schrift ist nach der Historia animalium entstanden und setzt deren Kenntnis beim Leser voraus. Nach der in dem älteren Werk vorgenommenen Sichtung des Stoffs richtet sich nun das Augenmerk hauptsächlich auf die Erörterung der Ursachen der Phänomene. Dabei steht die Finalursache im Vordergrund, da Aristoteles teleologisch denkt.
Das Werk besteht aus vier Büchern. Buch I rechtfertigt die Zoologie als eigenständige Wissenschaft und erörtert ausführlich die Methode der zoologischen Untersuchungen, wobei Aristoteles für eine ganzheitliche Betrachtung der Lebewesen plädiert. Die folgenden drei Bücher enthalten die konkrete Anwendung der Methodenlehre, die Erklärung der biologischen Fakten aus ihren Ursachen heraus. Aristoteles gliedert seinen Stoff nicht nach Tierarten, sondern nach Körperstoffen und Organen, wobei er die beiden Hauptgruppen der blutlosen Tiere und der Bluttiere separat betrachtet.
Das erste Buch ist anscheinend unabhängig von den anderen entstanden. Berühmt ist sein fünftes Kapitel, in dem Aristoteles erläutert, warum die Befassung mit Tieren – auch mit niederen und hässlichen – sinnvoll und ertragreich und nicht etwa (wie manche Zeitgenossen meinten) eines Philosophen unwürdig ist.
Zwei Grundannahmen, von denen Aristoteles hier – wie auch in anderen zoologischen Werken – auf seiner Suche nach den Ursachen der Erscheinungen ausgeht, sind:
- Die Natur bringt niemals etwas Unnötiges und Überflüssiges hervor.[1]
- Die Natur stattet jede Tierart so aus, wie es für das Gedeihen dieser Art am besten ist; sie wählt unter den gegebenen Möglichkeiten stets die zweckmäßigste aus.[2]

## Wirkung
Nach dem Tod des Aristoteles haben seine Schüler das Forschungsprogramm, das er in seinen zoologischen Schriften dargelegt und begonnen hatte, fast gänzlich vernachlässigt, abgesehen von Theophrastos, der mehrere größtenteils nicht erhaltene Abhandlungen über Tiere schrieb. In der gesamten Antike verfasste niemand einen Kommentar zu De partibus animalium und den anderen zoologischen Werken. Der Philosophiehistoriker Diogenes Laertios nennt De partibus animalium nicht unter den Werken des Aristoteles, hat es also nicht gekannt. Galen kannte die zoologischen Schriften des Aristoteles und verwendete sie, indem er einzelne Aussagen teils zustimmend, teils ablehnend zitierte. Aber auch er hat nicht im Sinne des von Aristoteles konzipierten Programms zoologisch weitergeforscht.
Seit dem 9. Jahrhundert lag De partibus animalium in einer arabischen Übersetzung vor, die oft al-Dschāhiz zugeschrieben wurde. Diese Übersetzung von De partibus animalium war Bestandteil des in neunzehn Bücher (maqālāt) gegliederten Kitāb al-hayawān (Buch der Tiere), in dem der Übersetzer drei zoologische Schriften des Aristoteles zusammenstellte: Historia animalium (Buch 1–10), De partibus animalium (Buch 11–14) und De generatione animalium (Buch 15–19). Die drei Bestandteile waren nicht durch eigene Überschriften als separate Einheiten gekennzeichnet. Die berühmten arabischen Gelehrten Avicenna, ibn Bāǧǧa und Averroes kommentierten De partibus animalium ganz oder teilweise.
Spätestens 1220 übersetzte Michael Scotus das Buch der Tiere aus dem Arabischen ins Lateinische, und so wurde es der lateinischsprachigen Welt unter dem Titel De animalibus libri XIX (Neunzehn Bücher über die Tiere) bekannt. Um 1260 fertigte Wilhelm von Moerbeke eine zweite lateinische Übersetzung an, wobei er vom griechischen Text ausging. Vom 14. Jahrhundert an verdrängte die jüngere Übersetzung langsam die ältere.
De animalibus war ein grundlegendes Lehrbuch für die scholastische Zoologie und philosophische Anthropologie des Spätmittelalters. Albertus Magnus verfasste eine umfangreiche Schrift De animalibus (Über die Tiere) in 26 Büchern; in Buch 11-14 behandelte er in Anlehnung an Aristoteles die Bestandteile der Körper.
Nach 1450 erstellte der Humanist Theodoros Gazes eine neue, den damaligen Ansprüchen genügende lateinische Übersetzung, die 1476 erstmals gedruckt wurde und 1504 bei Aldus Manutius in Venedig erschien. Dieser lateinische Standardtext bildete in der Folgezeit die Grundlage für die naturwissenschaftliche Befassung mit dem Werk.
1882 schrieb Charles Darwin in einem Brief mit Bezugnahme auf De partibus animalium: "Linné und Cuvier sind meine beiden Götter gewesen, wenn auch in sehr unterschiedlicher Hinsicht, aber verglichen mit dem alten Aristoteles waren sie nur Schulbuben."

## Ausgaben
- Aristoteles: De partibus animalium libri quattuor, hrsg. von Immanuel Bekker, Berlin 1829
- Aristote: Les Parties des animaux, hrsg., übers. und komm. von Pierre Louis, Paris: Les Belles Lettres, 1957. ISBN 978-2-251-00035-0
- Aristotle: Parts of Animals, hrsg. Arthur Leslie Peck, London 1961 (griechischer Text und englische Übersetzung)

## Übersetzungen (mittelalterlich)
- Remke Kruk (Hrsg.): Aristotle. The Arabic Version of Aristotle’s Parts of Animals. Book XI–XIV of the Kitāb al-Ḥayawān, Amsterdam: North-Holland Publishing Company, 1979
- Aafke M. I. van Oppenraaij (Hrsg.): Aristotle, De animalibus. Michael Scot’s Arabic-Latin Translation, Part 2: Books XI–XIV: Parts of Animals, Leiden: Brill, 1998

## Übersetzungen (modern)
- Aristoteles: Über die Glieder der Geschöpfe, übersetzt von Paul Gohlke, Paderborn 1959 (Aristoteles: Die Lehrschriften Bd. 8,2).
- Aristotle: On the Parts of Animals, übers. und erl. von James G. Lennox (auf der Grundlage der Ausgabe von I. Bekker), Oxford: Clarendon Press, 2001. ISBN 978-0-19-875109-0
- Aristoteles: Über die Teile der Lebewesen, übers. und erl. von Wolfgang Kullmann, Berlin: Akademie-Verlag, 2007. ISBN 978-3-05-002291-8 (Werke in deutscher Übersetzung, hrsg. von Hellmut Flashar, Bd. 17 [Zoologische Schriften II] Teil 1).